# مارکو پادالینو
مارکو پادالینو (انگلیسی: Marco Padalino؛ زادهٔ ۸ دسامبر ۱۹۸۳) یک بازیکن فوتبال اهل سوئیس است.
وی همچنین در تیم ملی فوتبال سوئیس بازی کرده‌است.